# 紐波特 (明尼蘇達州)
紐波特（英語：Newport）是一個位於美國明尼蘇達州華盛頓縣的城市。

## 歷史
紐波特於1857年成立。紐波特的郵局自1857年起營運至今。

## 人口
根據2020年美國人口普查的數據，紐波特的面積為10.00平方千米，當中陸地面積為9.37平方千米，而水域面積為0.63平方千米。當地共有人口3797人，而人口密度為每平方千米380人。